# Середній Убукун
Середній Убукун (рос. Средний Убукун) — село Селенгинського району, Бурятії Росії. Входить до складу Сільського поселення Нижньоубукунське.
Населення —  310 осіб (2015 рік). 